# Инид Блайтън
Инид Мери Блайтън (на английски: Enid Mary Blyton) е английска писателка.

## Биография
Родена е на 11 август 1897 година в Лондон в семейството на търговец. От 20-те години започва да публикува детски книги в стихове и проза и скоро се превръща в един от най-популярните детски автори в англоезичния свят. Нейни книги са преведени на повече от 90 езика, а общият им тираж надхвърля 600 милиона копия. Макар и критикувани, заради консервативното си съдържание, те продължават да се издават и в наши дни.
Инид Блайтън умира на 28 ноември 1968 година в Лондон.

## За нея
- Barbara Stoney, Enid Blyton, 1992 The Enid Blyton Biography, Hodder, London, 1974
- Mason Willey, Enid Blyton: A Bibliography of First Editions and Other Collectible Books, 1993
- S. G. Ray, The Blyton Phenomenon, 1982
- Bob Mullan, The Enid Blyton Story, 1987
- George Greenfield, Enid Blyton, 1998
- Robert Druce, This Day Our Daily Fictions: An Enquiry into the Multi-Million Bestseller Status of Enid Blyton and Ian Fleming, 1992